# Sportsgren
 Der er for få eller ingen kildehenvisninger i denne artikel, hvilket er et problem. Du kan hjælpe ved at angive troværdige kilder til de påstande, som fremføres i artiklen.

En sportsgren er en bestemt slags sport, som er udformet efter bestemte regler. Sportsgrene kan indeholde forskellige discipliner. Sportsgrene er udøvet af mennesker gennem tusinder af år. Oprindeligt tog mange sportsgrene udgangspunkt i militær træning, eller en symbolsk krig. 
Sportsgrene udøves under regelsæt, der ofte er fastsat internationalt. Ved standardisering af regler bliver det således muligt at konkurrere individuelt eller holdmæssigt på tværs af landegrænser.
Mange sportsgrene har lighedspunkter, enten i form af struktur eller samme legeredskab, fx bold. Dette forhold findes blandt andet inden for fodbold, rugby, australsk fodbold, amerikansk fodbold og finsk pesäpallo.
| Portal | Portal:Sport |

Eksempler på sportsgrene:

## Atletik
- Baneløb: disciplinerne udføres på en 400 m bane 
  - Sprint: løb op til og inklusive 400 m. Almindelige distancer er 60 m, 100 m, 200 m og 400 m.
  - Mellemdistanceløb: fra 800 m til 3.000 m, specielt 800 m, 1.500 m, mile og 3.000 m.
  - Langdistanceløb over 5.000 m. Sædvanligvis 5.000 m and 10.000 m.
  - 3000 meter forhindring: et løb i hvilket løberne skal forcere forhindringer og en vandgrav.
  - Hækkeløb: 110 m hæk (100 m for kvinder) og 400 m hæk.
  - Stafetløb: 4 x 100 m, 4 x 400 m, 4 x 200 m, 4 x 800 m.
  - Landevejsløb: finder sted på landeveje og kan afsluttes på bane. Sædvanligvis 10 km, halv-maratonløb og maratonløb
  - Kapgang: Sædvanligvis 3 km, 5 km, 10 km, 20 km og 50 km.
- Tekniske discipliner 
  - Kast 
    - Diskoskast
    - Hammerkast
    - Kuglestød
    - Spydkast
    - Vægtkast

  - Spring 
    - Højdespring
    - Længdespring
    - Stangspring
    - Trespring

  - Mangekamp
    - Syv-kamp (Heptathlon)
    - 10-kamp (Decathlon)
- Andet
  - Bjergløb
  - Cross
  - Orienteringsløb
  - Ultraløb

## Boldspil
- Amerikansk fodbold
  - Flagfootball
- Australsk fodbold
- Baseball
- Basketball
- Bowling
- Boccia
- Cricket
- Fodbold
- Floorball
- Goalball
- Hockey
- Hurling
- Håndbold
- Keglespil
- Kin-Ball
- Kroket
- Lacrosse
- Pesäpallo
- Petanque
- Polo
- Racquetball
- Ricochet
- Rugby
- Softball
- Undervandsrugby
- Volleyball
  - Beach volley
- Badminton
- Billard
  - Carambolebillard
  - International 5 kegler billard
  - Keglebillard
  - Pool
  - Snooker
- Bordtennis
- Golf
- Pelota
- Qianball
- Squash
- Tennis

## Cykelsport
- Banecykling
  - Keirin
  - Sprint
  - Pointløb
  - Seksdagesløb
  - Timerekord
- Landevejsløb
  - Endagsløb
  - Enkeltstart
  - Etapeløb
  - Gadeløb
  - Holdløb
  - Stjerneløb
  - Motionsløb
- Off road
  - BMX
  - Cycle cross
  - Mountainbike

## Dans
- Renæssancedans
  - Pavane
  - Gaillarde
  - Bransler
- Standarddans
  - Engelsk vals
  - Quickstep
  - Slowfox
  - Tango
  - Wienervals

## Gymnastik
- Redskabsgymnastik
  - Barre
  - Bensving
  - Bom
  - Forskudt barre
  - Reck
  - Ringe
  - Spring over hest
  - Øvelser på gulv
- Rytmisk gymnastik
- Trampolin
- Teamgym
- Power Tumbling

## Kampsport og kampkunst
- Boksning
- Brydning
- Bueskydning
- Capoeira
- Fægtning
  - Fleuretfægtning
  - Kårdefægtning
  - Sabelfægtning
- Kickboxing
- MMA (kampsport)
- Silambam
- Taekwondo
- Tai Chi
- Thaiboxing
- Vægtløftning

### Japanske discipliner
De japanske discipliner indtager en speciel position i forhold til begrebet "sport". Dette forhold er uddybet i artiklen Kampsport og kampkunst.
- Aikido
- Bujinkan
- Iaido
- Iaijutsu
- Judo
- Ju-jutsu
- Karate
- Kendo
- Kenjutsu

## Luftsport
- Ballonflyvning
- Faldskærmsudspring
- Hanggliding
- Kunstflyvning
- Modelflyvning
- Motorflyvning
- Paragliding
- Svæveflyvning

## Motorsport
- DTC
- DS 3 Cup
- Bilorienteringsløb
- Formel 1
- Gokart
- Motocross
- Motorløb
- Rally
- Folkerace (en)
- Rallycross (en)
- Crosskart (en)
- Road racing
- Speedway

## Multisportsgren
- Aquatlon – (svømning og løb)
- Biatlon/Skiskydning – (langrend og præcisionsskydning med riffel)
- Duatlon – (cykling og løb)
- Oldtidens femkamp – (løb, spring, spydkast, diskoskast og brydning)
- Moderne femkamp – (pistolskydning, fægtning, svømning, ridning og løb)
- Syvkamp – (100 meter hækkeløb, højdespring, kuglestød, længdespring, spydkast, 400-meter-løb og 800-meter-løb)
- Tikamp – (100-meter-løb, længdespring, kuglestød, højdespring, 400-meter-løb, diskoskast, stangspring, spydkast og 1500-meter-løb)
- Triatlon – (svømning, cykling og løb)

## Sport med dyr
- Agility
- Brevduesport
- Hundevæddeløb
- Hundeslædeløb
- Ridning
  - Dressur
  - Military
  - Kamelvæddeløb
  - Polo
  - Ridebanespringning
  - Ringridning
  - Travløb
  - Voltigering
- Tyrefægtning

## Vandsport
- Dykning
- Kano og kajak
- Kajakpolo
- Kapsejlads
- Livredning
- Roning
- Svømning
  - Brystsvømning
  - Rygcrawl
  - Crawl (Fri)
  - Butterfly
- Surfing
- Synkronsvømning
- Undervandsrugby
- Vandpolo
- Vandskiløb
- Udspring
  - Synkronudspring
- Windsurfing

## Vintersport
- Bandy
- Bobslæde
- Curling
- Ishockey
- Isstok
- Kælk
- Skiløb
  - Alpin
  - Freestyle
  - Langrend
  - Nordisk kombineret
  - Rulleski
  - Skihop
  - Skiskydning
  - Snowboard
  - Telemark
- Skeleton
- Skijøring
- Skøjteløb:
  - Hurtigløb på skøjter
  - Kortbaneløb på skøjter
  - Kunstskøjteløb
  - Synkronskøjteløb
- Sneskoløb
- Speed skiing

## Tankesport
- Bridge
- Go
- Poker
- Skak

## Andre sportsgrene
- Bordhockey
- Dart
- Frisbee
- Inlinehockey
- Koneløb
- Kurvebold
- Le Parkour
- Petanque
- Rulleskøjtehockey
- Skakboksning
- Skaterhockey
- Skydning
- Speedskating (rulleskøjter)
- Yoyo

## Historiske sportsgrene
- Jeu de Paume
- Longue Paume
- Pelota
- Mesoamerikansk boldspil
- Militærpatrulje
- Roque
- Tovtrækning
- Vinter-femkamp